# جان راسل (نخست‌وزیر)
جان راسل (John Russell; ۱۸ اوت ۱۷۹۲ – ۲۸ مهٔ ۱۸۷۸) سیاست‌مدار اهل بریتانیا بود.
وی از سال ۱۸۴۶ تا ۱۸۵۲ و ۱۸۶۵ تا ۱۸۶۶ نخست‌وزیر بریتانیا بوده‌است، راسل همچنین برندهٔ جوایزی همچون همکار انجمن سلطنتی شده‌است. همچنین وی پدربزگ برتراند راسل، ریاضیدان، منطق دان و فیلسوف بوده‌است